# Kwas indolilomasłowy
Kwas indolilomasłowy, IBA – organiczny związek chemiczny, indolowa pochodna kwasu masłowego. Należy do fitohormonów z grupy auksyn. Stosowany jako ukorzeniacz sadzonek i środek stymulujący proces wzrostu roślin.